# Karyizawa Yonex Open 2014
Il Karyizawa Yonex Open 2014 è stato un torneo di tennis facente parte della categoria ITF Women's Circuit nell'ambito dell'ITF Women's Circuit 2014. Il torneo si è giocato a Karuizawa in Giappone dal 19 al 25 maggio 2014 su campi in erba e aveva un montepremi di $25,000.

## Vincitrici

### Singolare
Jang Su-jeong ha battuto in finale  Arina Rodionova con il punteggio di 6–3, 6–4

### Doppio
Junri Namigata /  Akiko Yonemura hanno battuto in finale  Kanae Hisami /  Chiaki Okadaue con il punteggio di 6–2, 7–5